# Chad Danforth
Chad Danforth est un personnage fictif de la trilogie de films musicaux américaine High School Musical. Il est interprété par Corbin Bleu.
Il est le meilleur ami de Troy Bolton et co-capitaine de l'équipe de basket-ball. Le sport et le basket sont très importants pour lui. Dès la fin du premier volet, il est le petit ami de Taylor McKessie.

## Biographie fictive

### High School Musical: Premiers Pas sur scène
Chad Danforth se prépare pour le match de championnat qui a lieu dans deux semaines. Il compte beaucoup, comme toute l'équipe, sur son capitaine Troy Bolton. Chad s'oppose à la volonté de Troy de chanter, il estime qu'il faut se consacrer entièrement au championnat. 
Il est surpris quand il découvre que Troy a été sélectionné avec Gabriella Montez pour la comédie musicale du lycée et tente de le persuader que la scène et le basket-ball ne fonctionnent pas ensemble.
Lorsque Troy refuse de l'écouter, Chad met en place un plan avec Taylor McKessie et l'ensemble du Club de Chimie qui veut que Gabriella participe avec eux au décathlon scientifique. Ils réussissent finalement à séparer Troy et Gabriella en faisant dire au capitaine que Gabriella et le chant ne sont pas importants pour lui, et en montrant la vidéo à cette dernière. 
Très vite cependant, Chad et Taylor vont se rendre compte qu'ils ont blessé leurs amis. Après avoir réalisé qu'il aurait dû encourager son meilleur ami à participer à cette audition, Chad avoue tout à Troy et Taylor fait de même avec Gabriella, ce qui permet une réconciliation entre Troy et Gabriella. 
Quand ils découvrent que Sharpay et Ryan Evans ont convaincu Mme Darbus, professeur de théâtre, de décaler l'audition afin qu'elle ait lieu au même moment que le match de championnat et le décathlon scientifique et ainsi que Troy et Gabriella ne puissent pas y participer, les basketteurs et les matheux travaillent tous ensemble afin d'écourter le match et le décathlon pour que nos deux héros puissent passer l'audition. 
Finalement, Chad, Troy et le reste de l'équipe de basketball gagnent le match de championnat, Taylor avec Gabriella et le reste de l'équipe de sciences gagnent le décathlon scientifique et Troy et Gabriella décrochent le premier rôle dans la comédie musicale du lycée Nuit Étoilée.
À la fin Chad invite Taylor à aller à la fête avec lui et c'est là que leur couple se forme.

### High School Musical 2
Chad décide de travailler pendant les vacances d'été pour s'acheter une voiture. 
Chad et ses amis passent les vacances d'été à travailler au Country Club Lava Springs, qui appartient aux parents de Sharpay et Ryan.
Troy devient époustouflé par tout ce que lui promet Sharpay, qui souhaite le séduire et se venger de Gabriella, notamment une bourse à l'université d'Albuquerque, et commence à oublier ce qui est vraiment important pour lui. Il finit par quitter provisoirement Gabriella et se dispute avec Chad.
Dans le même temps, Chad accepte de faire partie du spectacle des Jeunes Talents organisé par le club comme chaque année ; c'est Ryan, qui va être le chorégraphe de cette représentation, qui l'a convaincu de faire le show. Mais Sharpay demande qu'on interdise à tous les membres du personnel de faire partie du spectacle. Lorsque Troy réalise qu'il a été manipulé, il fait le bon choix et essaie de se réconcilier avec Chad.
En fin de compte, Chad et les autres prennent part au spectacle, avant de tous profiter de l'été pour prendre du bon temps.

### High School Musical 3: Nos années lycée
Chad est forcé de participer à la comédie musicale de fin d'année du lycée qui portera justement sur les années lycée. 
Chad est tellement excité d'entrer l'année suivante à l'université d'Albuquerque, chose dont Troy et lui parlaient depuis longtemps, qu'il ne voit pas le dilemme qui se pose à son meilleur ami Troy, de choisir entre le sport ou le théâtre.
Il reçoit finalement comme il le souhaitait une bourse d'études pour l'université d'Albuquerque, alors que Troy décide d'aller à l'université de Californie à Berkeley pour être au plus près de Gabriella et pour pouvoir étudier à la fois le basket et la scène. Chad est bouleversé par le choix de Troy mais il sait qu'ils ne pourront pas toujours rester ensemble.
Après la comédie musicale, Chad va dans la gymnase de l'école et joue avec Troy au basket pour une dernière fois. Ils réalisent qu'ils vont désormais être séparés, mais ils sont heureux de savoir qu'ils se reverront quand la saison arrivera car un match entre l'équipe de Basket d'Albuquerque et celle de Berkeley est prévu.
Le jour de l'obtention du diplôme, Chad et ses amis dansent une dernière fois pour la fête de la fin de leurs années lycée, qu'ils n'oublieront jamais. Chad danse et chante avec Taylor lors de la dernière chanson.

## Chansons interprétées

### High School Musical: Premiers Pas sur scène
- Get'cha Head in the Game
- Stick to the Status Quo
- We’re All in This Together

### High School Musical 2
- What Time Is It?
- Work This Out
- You Are the Music in Me
- I Don't Dance
- Everyday
- All for One

### High School Musical 3: Nos années lycée
- Now or Never
- A Night to Remember (en)
- The Boys Are Back
- Senior Year Spring Musical Medley
- We're All in This Together (Graduation Mix)
- High School Musical